# Karl Heinrich Ulrichs

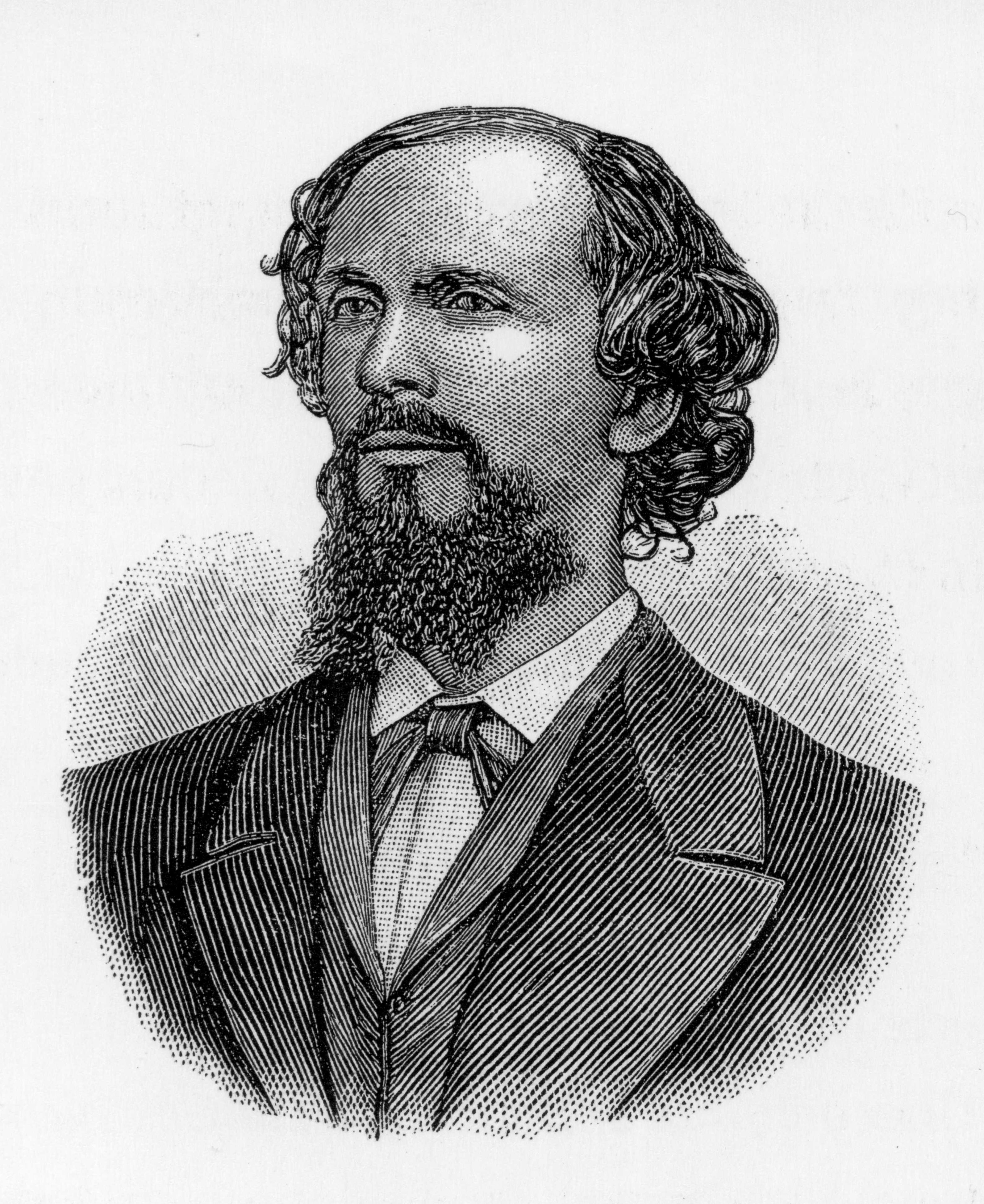
Karl Heinrich Ulrichs (1825-1895).

Karl Heinrich Ulrichs (Aurich, 28 agosto 1825 – L'Aquila, 14 luglio 1895) è stato uno scrittore, poeta e giurista tedesco. È considerato un pioniere del primo movimento omosessuale. Profondo conoscitore della lingua latina, si adoperò per la diffusione del latino come lingua viva, pubblicando la rivista Alaudae dal 1889 al 1895.

## Biografia
Ulrichs nacque ad Aurich in Frisia, allora facente parte del Regno del Hannover, nella Germania nord occidentale. Egli visse la prima esperienza omosessuale all'età di quattordici anni, nel corso di una breve esperienza amorosa con il proprio istruttore di equitazione. Ulrichs si laureò nel 1846 presso l'Università di Göttingen in diritto e teologia, proseguendo successivamente, tra il 1846 e il 1848 i suoi studi in storia presso l'Università di Berlino e scrivendo una dissertazione (in lingua latina) sulla Pace di Vestfalia.
Tra il 1849 e il 1857 Ulrichs lavorò come consulente legale ufficiale presso la corte distrettuale di Hildesheim nel regno di Hannover. Venne licenziato nel 1859 a causa della propria omosessualità.
Nel 1862 Ulrichs fece l'importante passo di svelare alla famiglia e agli amici la propria sessualità, usando le sue parole un Urning (uranista) e incominciò a scrivere dell'argomento utilizzando lo pseudonimo di Numa Numantius. I suoi primi cinque saggi, raccolti in Forschungen über das Rathsel der mannmännlichen Liebe (in italiano, Amore sessuale tra uomini come enigma della natura), spiegava questo amore come naturale e biologico riassumendolo nella frase latina anima muliebris virili corpore inclusa (una psiche femminile in un corpo maschile). In questi saggi Ulrichs coniò per primo alcuni termini per descrivere i differenti orientamenti sessuali come Urning (gay), Urninds (lesbica), Uranodionings (bisessuale) e Zwitter (ermafrodito).
Articoli principali uranismo e terzo sesso

## Opere e impegno
Ulrichs incominciò presto a pubblicare utilizzando il suo vero nome (è probabilmente il primo coming out pubblico della storia) e scrisse una dichiarazione in supporto di un uomo arrestato per atti omosessuali.
A partire dal 1860 si mosse per l'intera Germania, scrivendo e pubblicando, spesso in difficoltà con la legge, nella maggior parte dei casi per le proprie parole piuttosto che per atti omosessuali.
Nel 1864 i suoi libri vennero confiscati e vietati dalla polizia della Sassonia; successivamente lo stesso accadde a Berlino e i suoi scritti vennero vietati in tutta la Prussia. Alcuni di questi scritti sono stati recentemente ritrovati presso gli archivi di stato prussiano e sono stati pubblicati nel 2004. Molti altri importanti scritti di Ulrichs sono ancora in commercio e pubblicati sia in lingua tedesca sia in traduzione.
Ulrichs, ardente patriota hannoveriano, venne brevemente imprigionato nel 1866 quando l'Hannover venne annesso dalla Prussia a causa della sua opposizione al nuovo governo.
L'anno successivo abbandonò Hannover per Monaco di Baviera dove il 29 agosto 1867 divenne il primo gay dichiarato a parlare pubblicamente dei diritti omosessuali quando richiese al congresso dei giuristi tedeschi a Monaco una risoluzione che sollecitasse l'abrogazione delle leggi anti-omosessuali. Le sue richieste vennero zittite dalle grida indignate dei presenti.
Due anni dopo, nel 1869, lo scrittore austriaco Karl-Maria Kertbeny coniò il termine "omosessuale" e a partire dal decennio successivo l'argomento dell'orientamento sessuale venne ampiamente discusso.
Nel 1879 Ulrichs pubblicò il dodicesimo (e ultimo) libro dell'Amore sessuale tra uomini come enigma della natura. Sofferente di salute e credendo di aver fatto tutto il possibile in Germania, si autoesiliò in Italia dove, dopo diversi anni di pellegrinaggio per tutta la penisola, si stabilì, ospite del latinista marchese Nicolò Persichetti, all'Aquila, dove la sua salute migliorò.

## Gli ultimi anni, in Italia
In Italia Ulrichs proseguì prolificamente la sua opera di scrittura (in tedesco e latino) pubblicando a proprie spese i suoi lavori. Nel 1895 sarebbe stato accolto tra i soci della prestigiosa Accademia Pontaniana di Napoli, secondo quanto afferma Niccolò Persichetti (tuttavia negli Atti dell'Accademia Pontaniana, vol. XXV relativi all'anno 1895, non compare il nome di Ulrichs nell'elenco dei soci) e poco dopo morì all'Aquila. La lapide della sua tomba nel cimitero monumentale cittadino riporta la scritta latina Exul et pauper (esule e povero).
Nicolò Persichetti disse al termine dell'elegia funebre: 

## Alaudae
Ulrichs fu anche un apprezzato poeta neolatino, e nel 1889 fondò e diresse la rivista in latino Alaudae, che aveva abbonati in tutti il mondo, tra cui vari monarchi europei, come la regina Margherita e il re del Württemberg. Ulrichs scriveva la rivista pressoché da solo; in essa trovarono spazio non solo le sue poesie, ma anche racconti, un romanzo a puntate e notizie d'attualità riguardanti la Latinitas viva. La rivista usciva con cadenza bimestrale; la pubblicazione fu interrotta dopo circa 35 numeri, alla morte dell'autore nel 1895.

## La fortuna
Negli ultimi anni della sua vita Ulrichs scrisse:
Magnus Hirschfeld accennò esaustivamente a Ulrichs nel suo Die Homosexualität des Mannes und des Weibes del 1914.
Dopo di lui Ulrichs fu dimenticato per molti anni, ma oggi in Europa è diventato una figura di culto. Sono state intitolate a suo nome strade a Monaco di Baviera, Brema e Hannover, e anche un piazzale nel Parco del Castello dell'Aquila. Il suo compleanno è ricordato tutti gli anni con uno street party e una lettura di poesie che si tiene nella Karl-Heinrich-Ulrichs-Platz ad Hannover.
La sua tomba all'Aquila, restaurata di recente, è oggetto di una cerimonia commemorativa annuale, ultima domenica d'agosto, con l'Associazione "Fondazione Luciano Massimo Consoli", e il circolo Arcigay cittadino (anch'esso intitolato a Massimo Consoli) che dal 2013 ne cura l'organizzazione, attraverso letture e interventi per rinnovare l'impegno a lottare concordemente assieme per far sì che l'omofobia, "antica idra irata" scompaia al più presto e definitivamente dal costume sociale.
La Ilga (International Lesbian and Gay Law Association) ha creato un premio annuale in suo memoria, il "Karl Heinrich Ulrichs Award".
A partire dal 2015, grazie all'impegno di una coppia veronese, in collaborazione con l'Accademia di Belle Arti di Verona e sotto la supervisione in loco dell'Arcigay locale, sono state avviate le pratiche per un nuovo restauro della lapide. I lavori sono stati ultimati a giugno 2017.

## Centro Studi "Karl Heinrich Ulrichs" e L'Aquila
All'Aquila, in Abruzzo, è presente un centro di studi sociali per l'omosessualità legato alla figura del pensatore che ha vissuto ed è sepolto qui.

## Opere
- Inclusa,
- Formatrix,
- Vindex,
- Ara Spei,
- 1867 - Karl Heinrich Ulrichs, Gladius furens (Spada furente): l'Amore sessuale tra uomini come enigma della natura. 1867. Traduzione italiana e presentazione di Massimo Consoli, Fabio Croce Editore, Roma 2002.
- Incubus,
- Argonauticus,
- Prometheus,
- Kritische Pfeile,
- 1868 - Memnon. Die Geschlechtsnatur des mannliebenden Urnings. Eine naturwissenschaftliche Darstellung, Schleiz, 1868.
- Karl Heinrich Ulrichs, Matrosengeschichten und Gedichte. Ein Lesebuch, Rosa Winkel verlag, Berlin 2002. ISBN 3-86149-070-6